# Vietri sul Mare

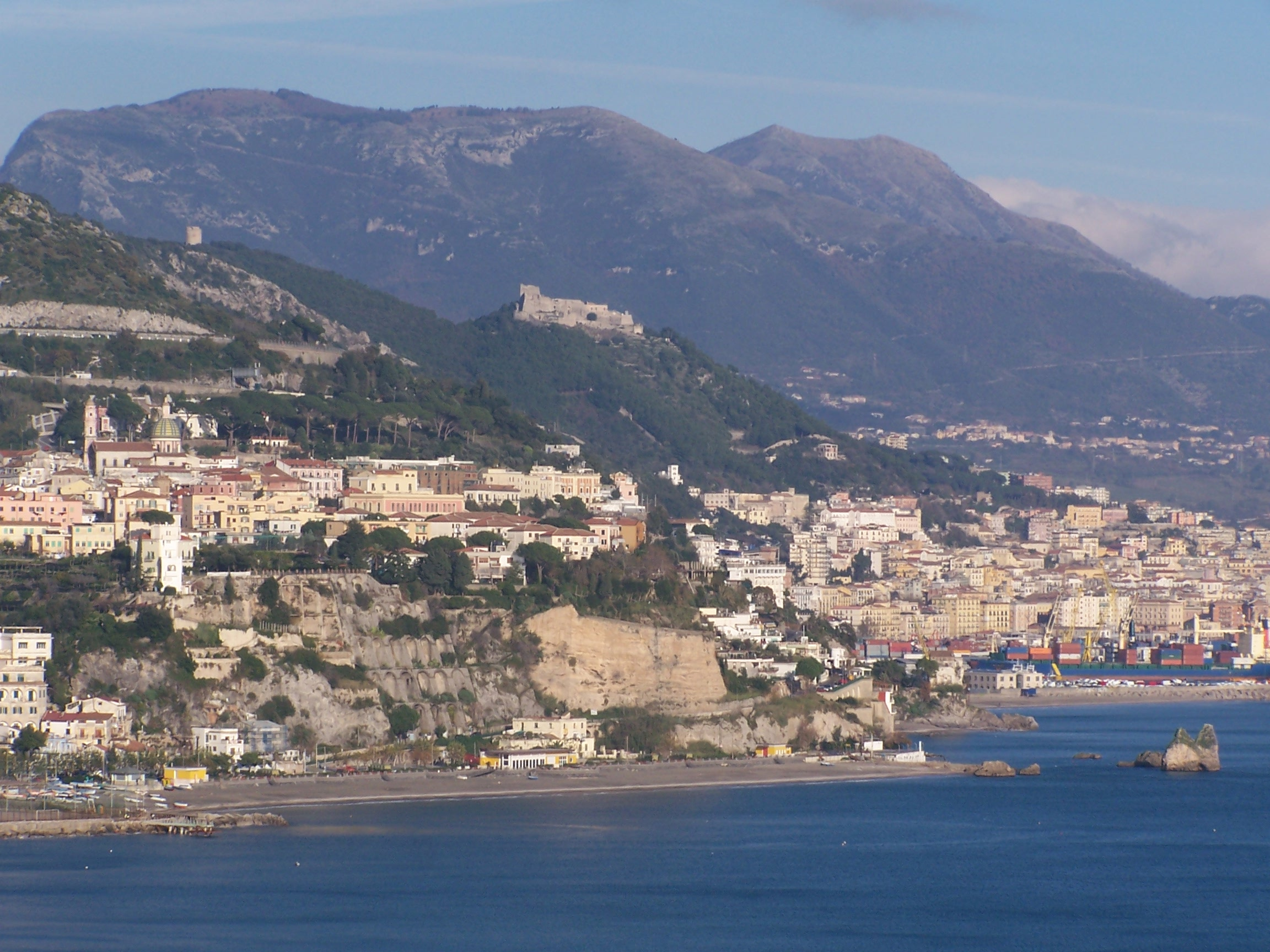

Vietri sul Mare is een gemeente in de Italiaanse provincie Salerno (regio Campanië) en telt 8671 inwoners (31-12-2004). De oppervlakte bedraagt 9,0 km², de bevolkingsdichtheid is 1067 inwoners per km².
De volgende frazioni maken deel uit van de gemeente: Albori, Dragonea, Benincasa, Iaconti, Marina di Vietri, Molina en Raito.

## Demografie
Vietri sul Mare telt ongeveer 2781 huishoudens. Het aantal inwoners daalde in de periode 1991-2001 met 9,1% volgens cijfers uit de tienjaarlijkse volkstellingen van ISTAT.
| Jaar | Inwoneraantal |
| ---- | ------------- |
| 1991 | 9401          |
| 2001 | 8543          |

## Geografie
Vietri sul Mare grenst aan de volgende gemeenten: Cava de' Tirreni, Cetara, Maiori en Salerno.

## Geboren
- Antonio Carluccio (1937-2017), kok